# Entre Ríos (Tarija)
Entre Ríos (spanisch für Zwischen den Flüssen) ist eine Landstadt im Departamento Tarija im südamerikanischen Anden-Staat Bolivien.

## Lage
Entre Ríos ist der zentrale Ort des Municipios Entre Ríos und Verwaltungshauptstadt der Provinz Burnet O’Connor. Sie liegt auf einer Höhe von 1233 m an der Mündung des Río Cuestá Vieja in den Río Salinas, der flussabwärts in den Río Tarija mündet. Die Stadt wird durch nord-südlich verlaufende Höhenrücken begrenzt und liegt in einer langgestreckten, dreieckförmigen Talmulde von rund 10 Kilometern Länge.

## Geographie
Entre Ríos liegt in der bolivianischen Cordillera Oriental im Übergangsgebiet zwischen dem bolivianischen Altiplano und dem dünn besiedelten Gran Chaco im Tiefland. Das Klima ist subtropisch und durch einen deutlichen Gegensatz zwischen Trockenzeit und Regenzeit gekennzeichnet.
Die jährliche Niederschlagssumme beträgt 800 mm (siehe Klimadiagramm Entre Ríos), die Monate Mai bis Oktober sind arid mit Monatsniederschlägen von weniger als 15 mm, die Sommermonate von Dezember bis März weisen Monatswerte zwischen 100 und 160 mm auf. Die durchschnittliche Jahrestemperatur für Entre Ríos beträgt 21,5 °C die Monatstemperaturen schwanken zwischen 16 °C im Juni und 25 °C im Januar.

## Bevölkerung
Die Einwohnerzahl der Ortschaft ist in den vergangenen beiden Jahrzehnten auf mehr als das Doppelte angestiegen:
| Jahr | Einwohner | Quelle       |
| ---- | --------- | ------------ |
| 1992 | 1854      | Volkszählung |
| 2001 | 2418      | Volkszählung |
| 2012 | 4044      | Volkszählung |
| 2024 |           | Volkszählung |

Die Region um Entre Ríos herum ist heute noch eines der Kerngebiete des Guaraní-Volkes, das seit Jahrtausenden das Paraná-Becken besiedelt.

## Verkehrsnetz
Entre Ríos liegt in einer Entfernung von etwa 85 Straßenkilometern und einer zweistündigen Fahrt östlich von Tarija, der Hauptstadt des Departamentos.
Tarija liegt an der Nationalstraße Ruta 1, die das bolivianische Hochland von Norden nach Süden durchquert und von Desaguadero an der peruanischen Grenze über die Metropolen El Alto, Oruro und Potosí bis nach Bermejo an der argentinischen Grenze führt. Acht Kilometer südöstlich von Tarija zweigt die Ruta 11 nach Osten ab, die über Junacas Sur nach Entre Ríos und weiter über Palos Blancos, Villamontes und Ibibobo nach Cañada Oruro an der Grenze zu Paraguay führt.
In Villamontes kreuzt die Ruta 11 die Nationalstraße Ruta 9, welche das bolivianische Tiefland von Guayaramerín ganz im Norden über Santa Cruz mit der Grenzstadt Yacuiba im Süden verbindet.